# Rafael Sangiovani
Rafael Sangiovani (Arteaga, Argentina; 31 de marzo de 1998) es un futbolista argentino. Juega de centrocampista y su equipo actual es Anzoátegui Fútbol Club de la Primera División de Venezuela.

## Trayectoria
Formado en las inferiores de Rosario Central, Sangiovani firmó su primer contrato con el club en 2019 y fue promovido al primer equipo al año siguiente. Debutó con Central el 4 de diciembre en el empate 1-1 ante Banfield. Se afianzó en el primer equipo en la temporada 2021, disputando 17 encuentros ese año.
En enero de 2022, Sangiovani fue cedido al Villa Dálmine de la Primera B Nacional.
De cara a la temporada 2023, fue préstado a Independiente Rivadavia.
A mediados de año, firmó en el Club Atlético Brown.

## Estadísticas
Actualizado al último partido disputado el 1 de octubre de 2022
| Club                              | Div.          | Temporada     | Liga  | Liga  | Copas nacionales | Copas nacionales | Copas internacionales | Copas internacionales | Total | Total |
| Club                              | Div.          | Temporada     | Part. | Goles | Part.            | Goles            | Part.                 | Goles                 | Part. | Goles |
| --------------------------------- | ------------- | ------------- | ----- | ----- | ---------------- | ---------------- | --------------------- | --------------------- | ----- | ----- |
| Rosario Central Argentina         | 1.ª           | 2020-21       | 3     | 0     | 0                | 0                | —                     | —                     | 3     | 0     |
| Rosario Central Argentina         | 1.ª           | 2021          | 17    | 0     | 0                | 0                | 3                     | 0                     | 20    | 0     |
| Rosario Central Argentina         | Total club    | Total club    | 20    | 0     | 0                | 0                | 3                     | 0                     | 23    | 0     |
| Villa Dálmine Argentina           | 2.ª           | 2022          | 25    | 1     | 0                | 0                | —                     | —                     | 25    | 1     |
| Villa Dálmine Argentina           | Total club    | Total club    | 25    | 1     | 0                | 0                | 0                     | 0                     | 25    | 1     |
| Independiente Rivadavia Argentina | 2.ª           | 2023          | 0     | 0     | 0                | 0                | —                     | —                     | 0     | 0     |
| Independiente Rivadavia Argentina | Total club    | Total club    | 0     | 0     | 0                | 0                | 0                     | 0                     | 0     | 0     |
| Total carrera                     | Total carrera | Total carrera | 45    | 1     | 0                | 0                | 3                     | 0                     | 48    | 1     |